# Cola gigas
Cola gigas är en malvaväxtart som beskrevs av E. G. Baker. Cola gigas ingår i släktet Cola och familjen malvaväxter. Inga underarter finns listade i Catalogue of Life.